# Ami (imię)
Ami (jap. あみ, アミ, 亜美) – żeńskie imię japońskie.
W języku japońskim wyraz Ami (jap. 亜美) oznacza „Azja piękna”.

## Znane osoby
- Ami Koshimizu (亜美), japońska seiyū
- Ami Ōnuki (亜美), japońska piosenkarka
- Ami Suzuki (亜美), japońska piosenkarka i autorka tekstów
- Ami Tokitō (ぁみ), japońska piosenkarka

## Fikcyjne postacie
- Ami Hinamori (亜実), bohaterka mangi i anime Shugo Chara!
- Ami Kawashima (亜美), bohaterka light novel, mangi i anime Toradora!
- Ami Kitajima (アミ), bohaterka mangi Digimon Next
- Ami Kobayakawa (亜美), bohaterka mangi Moe Kare!!
- Ami Mizuno/Czarodziejka z Merkurego[2] (亜美), bohaterka serii mang i anime Czarodziejka z Księżyca